# Ana Isabel Elias
Ana Isabel Elias (ur. 17 września 1965) – angolska lekkoatletka specjalizująca się w biegach średnio oraz długodystansowych.
Uczestniczka mistrzostw świata w 1991 roku. Olimpijka z Barcelony (1992). Na igrzyskach rywalizowała na dystansach 1500 m oraz 3000 m, w obydwu konkurencji odpadając na etapie eliminacji. W 1996 oraz 1997 roku startowała na mistrzostwach świata w biegach przełajowych.

## Rezultaty
| Rok  | Impreza                                   | Miejsce      | Konkurencja            | Pozycja     | Wynik    |
| ---- | ----------------------------------------- | ------------ | ---------------------- | ----------- | -------- |
| 1991 | Mistrzostwa świata                        | Tokio        | bieg na 1500 m         | eliminacje  | DNS      |
| 1991 | Mistrzostwa świata                        | Tokio        | bieg na 3000 m         | eliminacje  | 10:13,42 |
| 1992 | Igrzyska olimpijskie                      | Barcelona    | bieg na 1500 m         | eliminacje  | 4:33,66  |
| 1992 | Igrzyska olimpijskie                      | Barcelona    | bieg na 3000 m         | eliminacje  | 9:58,82  |
| 1996 | Mistrzostwa świata w biegach przełajowych | Stellenbosch | bieg seniorów (6,3 km) | 94. miejsce | 23:10    |
| 1997 | Mistrzostwa świata w biegach przełajowych | Turyn        | bieg seniorów (6,6 km) | 66. miejsce | 22:38    |

## Rekordy życiowe
- bieg na 1500 metrów – 4:33,66 (5 sierpnia 1992, Barcelona)
- bieg na 3000 metrów – 9:69,82 (31 lipca 1992, Barcelona)